# Micropygia schomburgkii
La polluela ocelada, burrito ocelado, burrito menor, burrito menor amarillo, gallineta de ocelos o cotarita de ocelos (Micropygia schomburgkii) es una especie de ave de la familia Rallidae, monotípica del género Micropygia, que se encuentra en Costa Rica, Colombia, Perú, Bolivia, Paraguay, Brasil, Guayana Francesa, Surinam, Guyana,Venezuela y recientemente fue descubierta una pequeña población en Argentina.

## Hábitat
Habita en praderas, cerrados, bordes de bosques secos y sabanas con nidos de termitas y hormigueros. También entra en las zonas parcial o temporalmente inundadas.

## Descripción
En promedio mide unos 15 cm y pesa 32 g. Es pequeña, con manchas blancas por encima y las patas y el pico pequeños. La garganta es blanca, la cara, los lados del cuello, el pecho, los costados y las coberteras infracaudales son de color ante y el abdomen es blancuzco. La frente es rojiza y por encima es castaño anteado, con abundantes manchas blancas bordeadas de negro. Las remeras son de color castaño. El iris es rojo, el pico negro y las patas y los dedos de color salmón. Los machos son más grandes que las hembras.

## Comportamiento y alimentación
Se desliza entre el pasto hábilmente y sin hacer ruido. Cuando vuela, lo hace muy bajo, al ras de la vegetación y al descender se esconde entre la vegetación. Utiliza los túneles hechos por roedores u otros mamíferos pequeños. Como otras especies de la familia Rallidae, levanta ritmicamente la cola mientras camina. Insectívora, consume grandes cantidades de hormigas.

## Reproducción
La época reproductiva tiene lugar entre octubre y marzo. Construye el nido enteramente con pasto seco, un poco elevado del suelo y abierto hacia arriba. La hembra pone 2 huevos.